# Горбунов, Владимир Петрович
Владимир Петрович Горбуно́в (1903, Спас-Журавна, Тульская губерния — 29 июля 1945, Иваньковское водохранилище) — советский авиаконструктор и организатор авиапромышленности, руководитель проекта по созданию истребителя ЛаГГ-3, главный конструктор по самолётостроению (с 1939 года). Лауреат Сталинской премии первой степени.

## Биография

### Ранние годы
Владимир Горбунов родился в 1903 году в селе Спас-Журавна, Зарайский район в семье крестьянина. Окончил реальное училище. По комсомольской путёвке был направлен в Ленинградскую военно-техническую школу Красного Воздушного Флота. После окончания учёбы проходил военную службу в качестве лётчика-инструктора во 2-й военной школе лётчиков Красного Воздушного Флота в Борисоглебске (в дальнейшем Борисоглебское высшее военное авиационное ордена Ленина Краснознамённое училище лётчиков имени Чкалова В. П.). Окончил в 1931 году МАИ.

### Работа в авиационной промышленности
По окончании МАИ работал в КБ А. Н. Туполева, принимал участие в разработке чертежей и внедрении в серийное производство самолётов ТБ-3, Р-6, СБ, вместе с В. Ф. Болховитиновым проектировал тяжёлый бомбардировщик ДБ-А. С 1937 года начальник самолётного отдела Первого главного управления Народного комиссариата оборонной промышленности СССР.
В январе 1939 года после создания НКАП СССР, Горбунов переведён на должность начальника 4 отдела Первого Главного управления Наркомата.
В конце апреля 1939 года начальник 4 отдела Первого главного управления НКАП Горбунов, сотрудники этого отдела Гудков и Лавочкин обратились с письмом к Наркому авиационной промышленности СССР с предложением создать самолёт с использованием нового материала дельта-древесины.
В конце мая 1939 года приказом НКАП было организовано ОКБ-301 на базе завода № 301 в Химках под коллективным руководством Горбунова, Лавочкина, Гудкова.
15 июля 1939 года приказом НКАП начальником ОКБ-301 был назначен Горбунов В. П.
29 августа 1939 года вышло Постановление СНК СССР № 243 о постройке 2-х цельнодеревянных истребителей И-301 (по номеру завода).
1 сентября 1939 года приказом № 249 по Наркомату авиационной промышленности СССР Горбунов назначен руководителем работ по самолёту «СИ» И-301 (в будущем ЛаГГ-3) завода № 301 (Химки Московской области). Под руководством В. П. Горбунова над созданием самолёта работали С. А. Лавочкин, М. И. Гудков, Ю. Б. Струцель, С. М. Алексеев и другие. Горбунов возглавлял работы по ЛаГГ-3 до 14 декабря 1940 года (в этот день приказом НКАП руководителем ОКБ-301 был назначен М. И. Гудков).
После приказа НКАП № 430 от 10 октября 1940 года о принятии ЛаГГ-3 в серию, Горбунов был направлен на завод № 31 в Таганрог в качестве главного конструктора — начальника ОКБ-31, для скорейшего внедрения самолёта в производство. 3 июля 1941 года ОКБ-31, приказом НКАП было переведено из опытного в серийное конструкторское бюро (СКБ). В октябре 1941 года завод № 31 и СКБ-31 были эвакуированы в Тбилиси. Вместе с заводом и СКБ был эвакуирован и Горбунов В. П. Под его руководством было продолжено совершенствование ЛаГГ-3 на заводе.
В 1944 году производство ЛаГГ-3 было прекращено, и в соответствие с приказом НКАП № 657 от 13 ноября 1944 года, КБ-31 под руководством Горбунова было перебазировано из Тбилиси на опытный завод морского самолётостроения № 458 (ныне — ОАО «Дубненский машиностроительный завод имени Н. П. Фёдорова», Иваньково, Дубна Московской области), для разработки самолёта с использованием ТРД-двигателей.
Горбунов создал проект лёгкого пикирующего бомбардировщика ПБ-301, однако до завершения не доведён из-за переезда в Таганрог и начавшейся войны. После внедрения в массовое производство бомбардировщика Пе-2, Горбунов вообще оставил этот проект.

### Смерть
В воскресенье, 29 июля 1945 года, будучи на отдыхе на Иваньковском водохранилище и двигаясь на катере с рулевым, Горбунов при неожиданном манёвре выпал за борт и утонул.
Владимир Петрович Горбунов похоронен в Москве, в закрытом колумбарии Нового Донского кладбища рядом с братом Сергеем.

### Семья
Родной брат Владимира Горбунова — Сергей Горбунов (1902—1933) также был авиационным инженером, организатором советской авиапромышленности, руководил авиационным заводом № 22 (Фили, Москва, затем Казань).

## Награды и премии
- Орден Трудового Красного Знамени (2 июля 1945)
- Сталинская премия I степени (14 марта 1941) — за разработку новой конструкции самолёта

## Заслуги
Горбунов являлся инициатором создания скоростного истребителя из дельта-древесины.

Будучи начальником отдела Народного комиссариата авиационной промышленности, Горбунов принял на себя ответственность перед Наркомом М. М. Кагановичем и, лично, И. В. Сталиным за успешную реализацию своей идеи. Вместе со своими подчинёнными — инженерами Лавочкиным и Гудковым, он взялся за проектирование и изготовление скоростного истребителя, ставшего в последующем знаменитым ЛаГГ-3.

Под руководством Горбунова созданы скоростные истребители ЛаГГ-1, затем ЛаГГ-3.

В 1941—1944 годах (до окончания производства самолёта) Горбунов занимался усовершенствованием и модернизацией ЛаГГ-3.

СКБ-31 под руководством В. П. Горбунова разработало новые для 1940-х годов, особые «мягкие» бензобаки для самолёта, конструкция которых используется авиастроителями и по настоящее время.